# Anton Corbijn
Anton Corbijn [ˈɑntɔn kɔrˈbɛin], né le 20 mai 1955 à Strijen en Hollande-Méridionale, est un photographe et réalisateur néerlandais.

## Biographie
Il commence sa carrière au mensuel musical Oor en 1977 avant de s'installer à Londres où il entre dans le magazine New Musical Express. Ses clichés noir et blanc fortement contrastés le font connaître et de nombreuses stars passent devant son objectif (David Bowie, Joy Division, U2, Miles Davis, Johnny Hallyday, Clint Eastwood, Vanessa Paradis, etc.). Il collabore fréquemment avec Depeche Mode (depuis 1986), groupe pour lequel il réalise clips et pochettes à de nombreuses reprises ainsi que les installations scéniques de leurs concerts.
Le DVD The Work of Director Anton Corbijn groupe ses principales réalisations (Nirvana, The Killers, Nick Cave and the Bad Seeds, Depeche Mode, Joy Division, etc.).
Il réalise Control en 2007, un long-métrage sur la vie de Ian Curtis, long-métrage présenté à la Quinzaine des réalisateurs du Festival de Cannes 2007.
En février 2012, il est membre du jury de la Berlinale 2012, sous la présidence de Mike Leigh.
En décembre 2015, il est membre du jury du 15e Festival international du film de Marrakech, présidé par Francis Ford Coppola.

## Filmographie

### Cinéma
- 2007 :  Control, film sur la vie de Ian Curtis chanteur du groupe Joy Division.
- 2009 : Linear, un vidéofilm mettant en avant les chansons de l'album No Line on the Horizon de U2
- 2010 : The American, thriller adapté du roman de Martin Booth A Very Private Gentleman[2].
- 2014 : Un homme très recherché (A Most Wanted Man)
- 2015 : Life
- 2019 :  Spirits in the Forest, film documentaire sur le groupe et six fans de Depeche mode.

### Clips
- Hockey, Palais Schaumburg (1983)
- Beat Box, Art of Noise (1984)
- Dr. Mabuse, Propaganda (1984)
- Red Guitar, David Sylvian (1984)
- Seven Seas, Echo & the Bunnymen (1984)
- The Ink in the Well, David Sylvian (1984)
- Pride (In the Name of Love) (third version), U2 (1984)
- Bring on the Dancing Horses, Echo & the Bunnymen (1985)
- Quiet Eyes, Golden Earring (1986)
- A Question of Time, Depeche Mode (1986)
- Bedbugs and Ballyhoo, Echo & the Bunnymen (1987)
- Strangelove, Depeche Mode (1987)
- Pimpf, Depeche Mode (1987)
- The Game, Echo & the Bunnymen (1987)
- Never Let Me Down Again, Depeche Mode (1987)
- Lips Like Sugar (first version), Echo & the Bunnymen (1987)
- Behind the Wheel, Depeche Mode (1987)
- Welcome to Paradise, Front 242
- My Secret Place, Joni Mitchell avec Peter Gabriel (1988)
- Blueprint, Rainbirds (1988)
- Atmosphere, Joy Division (1988)
- Headhunter, Front 242 (1988)
- Faith and Healing, Ian McCulloch (1989)
- Sea of Time, Rainbirds (1989)
- White City of Light, Rainbirds (1989)
- Personal Jesus, Depeche Mode (1989)
- Killer Wolf, Danzig (1990)
- Enjoy the Silence (first version), Depeche Mode (1990)
- Policy of Truth, Depeche Mode (1990)
- World in My Eyes, Depeche Mode (1990)
- May This Be Your Last Sorrow, Banderas (1990)
- Clean, Depeche Mode (1991)
- Marie, Herbert Grönemeyer (1991)
- Two Faces, Rainbirds (1991)
- Tragedy (For You), Front 242 (1991)
- Halo, Depeche Mode (1991)
- Front By Front, Front 242 (1992)
- Hail Hail Rock 'n' Roll, Garland Jeffreys (1992)
- Lover Lover Lover, Ian McCulloch (1992)
- One (original version), U2 (1992)
- Straight To You, Nick Cave and the Bad Seeds (1992)
- Dirty Black Summer, Danzig (1992)
- Do I Have to Say the Words?, Bryan Adams (1992)
- I Feel You, Depeche Mode (1993)
- Walking in My Shoes, Depeche Mode (1993)
- Condemnation (first version), Depeche Mode (1993)
- Heart-Shaped Box, Nirvana (1993) Alternative Video
- Delia's Gone, Johnny Cash (1994)
- Mockingbirds, Grant Lee Buffalo (1994)
- In Your Room, Depeche Mode (1994)
- Liar, Henry Rollins (1994)
- Love & Tears, Naomi Campbell (1994)
- Have You Ever Really Loved a Woman?, Bryan Adams (1995)
- My Friends (first version), Red Hot Chili Peppers (1995)
- Hero of the Day, Metallica (1996)
- Mama Said, Metallica (1996)
- Barrel of a Gun, Depeche Mode (1997)
- It's No Good, Depeche Mode (1997)
- Useless, Depeche Mode (1997)
- Please (first version), U2 (1997)
- Bleibt Alles Anders, Herbert Grönemeyer (1998)
- Fanatisch, Herbert Grönemeyer (1998)
- Goddess on a Hiway (second version), Mercury Rev (1998)
- Salvation, Roxette (1999)
- Opus 40 (first version), [Mercury Rev (1999)
- Stars, Roxette (1999)
- Chemical (first version), Joseph Arthur (2000)
- In The Sun, Joseph Arthur (2000)
- Invalid Litter Dept., At the Drive-In (2001)
- Freelove (second version), Depeche Mode (2001)
- Mensch, Herbert Grönemeyer (2002)
- Electrical Storm, U2 (2002)
- Re-Offender, Travis (2003)
- Zum Meer, Herbert Grönemeyer (2003)
- Haar Schnitt: Love Will Come Through, Travis (2004)
- All These Things That I've Done" (second version) The Killers (2005)
- Talk, Coldplay (2005)
- Suffer Well, Depeche Mode (2005)
- Viva La Vida (seconde version), Coldplay (2008)
- Should Be Higher, Depeche Mode (2013)
- Reflektor, Arcade Fire (2013)
- Where's the Revolution, Depeche Mode (2017)
- Cover Me, Depeche Mode (2017)